# Військо Великого князівства Литовського

Прапорець на піках кавалерії ВКЛ у битві під Оршею

Військо Великого князівства Литовського — організована військова сила Великого князівства Литовського, яка існувала в період з 1236 до 1251 рр., та з 1263 до 1569 рр.. Після Люблінської унії 1569 р. до ліквідації Князівства в 1795 році — самостійна частина війська Речі Посполитої.

## Історія та організація
Військо Великого князівства Литовського почало формуватися в середині 13 століття, тобто з появою самої держави. Військо Великого князівства Литовського було досить схоже, за своїми засадами, на військо княжих часів. Виділялись дві основні формації: народне ополчення і постійне боярське військо. Народне ополчення збиралося лише в разі необхідності, підмога в обороні, погоня за ворогом тощо.

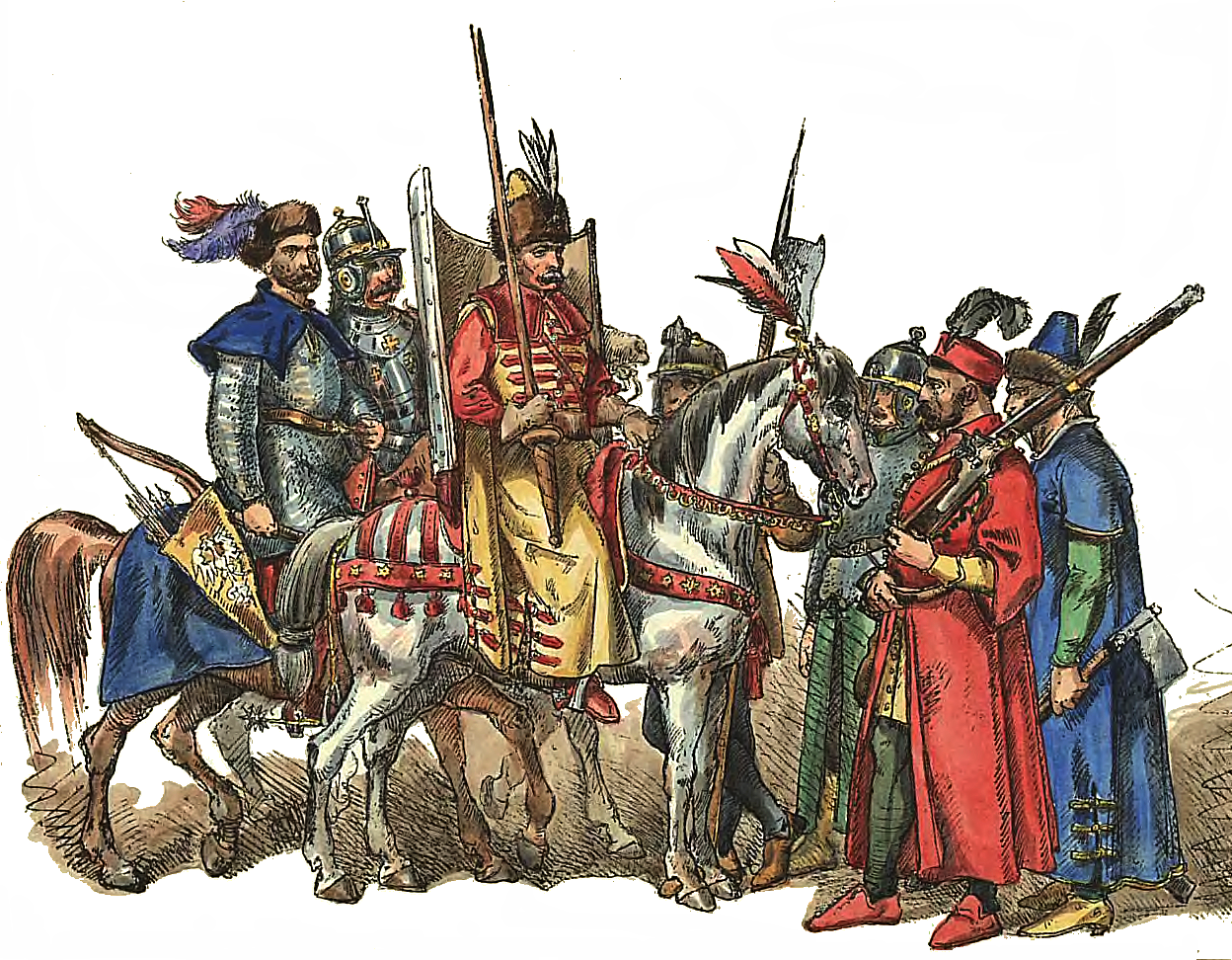
Литовське військо 1576—1586

Основну увагу литовські князі приділяли розвитку боярського війська. Була введена обов'язкова служба для всіх суспільних станів, за можливість використовувати надану Князем землю. За право володіти землею феодал, за статутом Великого князівства Литовського 1529 року, мав посилати на війну одного коня з 2400 моргів. Також феодали мали право висилати на війну свої почоти від власними корогвами — хоругвиних панів. Ця привілейована верства не дозволяла накладати на себе тяжкі обов'язки. Середньозаможні бояри мали посилати по 2-3, а то й більше вояків в «добрих збруях». До війська належали стани які займали положення між боярством та селянством. Вони мали різні назви: путні бояри (яких посилали з військовими посилками), панцирні слуги (одягнені в тяжкий обладунок), ординські слуги (їздили стежити за ордою в степ), замкові слуги тощо. За військову службу вони звільнялись від податків на землю, або платили дуже мало. Селяни, в свою чергу, складалися разом для озброєння одного воїна і були вільними від податків.
Як можна зрозуміти велику роль в дружині грав кінний воїн, піхота цінувалась менше. Кінний боярин і його 4-7 чоловік роззброєної прислуги формували основну бойову одиницю того часу — спис. 20-25 списів — стяг, а декілька стягів — дружину.

## Посадові особи
- Великий гетьман Литовський
- Польовий гетьман литовський
- Воєвода
- Регіментор
- Польний писар литовський
- Каштелян
- Стражник великий литовський
- Хорунжий великий литовський
- Конюший великий литовський
- Мечник великий литовський
- Обозний великий литовський
- Мечник
- Хорунжий
- Войський
- Обозний

## Найважливіші битви

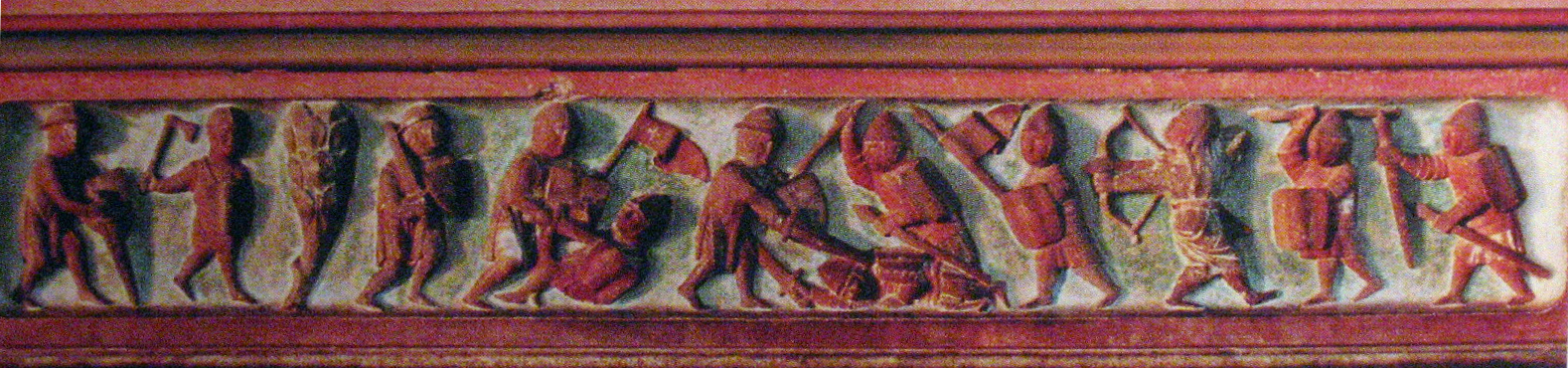
Рельєф із замку Маріенвердер (нині Квідзин), що зображає литовські битви з Тевтонським орденом (реконструкція рельєфу в 1-й пол. XIV ст.)

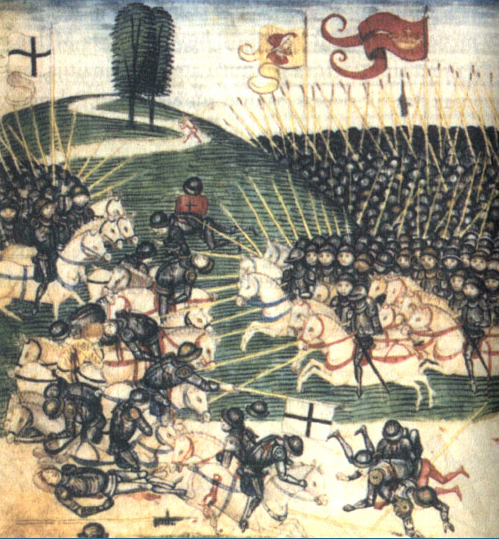
Військо Великого князівства Литовського на Грюнвальдському полі 15 липня 1410 року

- 22 вересня 1236 р. — битва на місцевині Шауле. Жмудини й земгали розбили хрестоносців ордену мечоносців. Загинув великий магістр ордену Фольквін фон Наумбург і 48-60 лицарів.
- 13 липня 1260 р. — битва біля Дурбе. Жемайти й курші розбили хрестоносців Тевтонського ордену та його лівонської філії. Загинули лівонський ландмайстер Буркхард фон Горнгаузен і маршал Генріх Ботель[ru] і 150 лицарів.
- 16 лютого 1270 р. — битва біля Карусе. Війська Князівства під проводом Тройдена на льоду Балтійського моря розбили лівонских хрестоносців, підтриманих данцями. Загинули лівонський ландмастер Ото фон Лутенберг, ватажок данців Ейларт, 52 лицаря і близько 600 простих воїнів.
- 5 березня 1279 р. — битва біля Ашерадену. Війська Князівства під проводом Тройдена розбили лівонських хрестоносців. Загинув лівонський ландмайстер Ернст фон Рацебург і 71 лицар.
- 1321 р. — битва на річці Ірпінь. Військо Великого князівства Литовського розбило військо Київського князівства.
- осінь 1362 р. — битва на Синіх Водах.
- 12 серпня 1399 р. — битва на Ворсклі.
- 15 липня 1410 р. — Грюнвальдська битва.
- 1 вересня 1435 р. — Пабайскська битва (коло містечка Пабайскас), загинув магістр лівонського ордену Франк Керскорф.
- 14 липня 1500 р. — Ведрошська битва. Поразка військ Великого князівства Литовського від військ Великого князівства Московського. У полон потрапив великий гетьман литовський Костянтин Острозький.
- 6 серпня 1506 р. — Клецька битва.
- 8 вересня 1514 р. — битва біля Орші. Поразка військ Великого князівства Московського від військ Великого князівства Литовського. У полон потрапив воєвода Іван Челяднін[ru]. Помер у полоні.
- 26 січня 1564 р. — битва біля Чашників. Поразка військ Великого князівства Московського від військ Великого князівства Литовського. Загинув воєвода Петро Шуйський[ru].
- 27 вересня 1605 р. — битва біля Кірхгольму.

## Переписи
1528, 1565, 1567 здійснювалися переписи війська.